# Rutvača
Rutvača (lat. Haplophyllum), biljni rod od sedamdesetak (74) vrsta trajnica iz porodice rutovki, smješten u vlastitu potporodicu Haplophylloideae. 
Raširen je po Mediteranu, Jugoistočnom Europom, Zapadnom (uključujući Kavkaz) i Srednjom Azijom (23), Sibirom, Mongolijom, Kinom, i Afganistanom. U Hrvatskoj na Biokovu raste kamenjarska rutvača (H. patavinum)

## Vrste
1. Haplophyllum acutifolium (DC.) G. Don
2. Haplophyllum affine (Aitch. & Hemsl.) Korov
3. Haplophyllum alberti-regelii Korovin
4. Haplophyllum amoenum (O. Schwartz) C. C. Towns.
5. Haplophyllum arbusculum Franch.
6. Haplophyllum armenum Spach
7. Haplophyllum bakhteganicum Soltani & Khosravi
8. Haplophyllum balcanicum Vandas
9. Haplophyllum bastetanum F. B. Navarro, Suár.-Sant. & Blanca
10. Haplophyllum blanchei Boiss.
11. Haplophyllum boissieranum Vis. & Pančić
12. Haplophyllum broussonetianum Coss.
13. Haplophyllum bucharicum Litv.
14. Haplophyllum buhsei Boiss.
15. Haplophyllum bungei Trautv.
16. Haplophyllum buxbaumii (Poir.) G. Don
17. Haplophyllum canaliculatum Boiss.
18. Haplophyllum cappadocicum Spach
19. Haplophyllum ciscaucasicum (Rupr.) Grossh. & Vved.
20. Haplophyllum cordatum (D. Don) G. Don
21. Haplophyllum coronatum Griseb.
22. Haplophyllum crenulatum Boiss.
23. Haplophyllum dasygynum C. C. Towns.
24. Haplophyllum dauricum (L.) G. Don
25. Haplophyllum dshungaricum Rubtzov
26. Haplophyllum dubium Korovin
27. Haplophyllum ermenekense Ulukuc & Tugay
28. Haplophyllum erythraeum Boiss.
29. Haplophyllum eugenii-korovinii Pavlov
30. Haplophyllum ferganicum Vved.
31. Haplophyllum fruticulosum (Labill.) G. Don
32. Haplophyllum furfuraceum Bunge ex Boiss.
33. Haplophyllum gilesii (Hemsl.) C. C. Towns.
34. Haplophyllum glaberrimum Bunge ex Boiss.
35. Haplophyllum griffithianum Boiss.
36. Haplophyllum kowalenskyi Stschegl.
37. Haplophyllum laeviusculum C. C. Towns.
38. Haplophyllum laristanicum C. C. Towns.
39. Haplophyllum latifolium Kar. & Kir.
40. Haplophyllum linifolium (L.) G. Don
41. Haplophyllum lissonotum C. C. Towns.
42. Haplophyllum luteoversicolor C. C. Towns.
43. Haplophyllum megalanthum Bornm.
44. Haplophyllum molle (O. Schwartz) C. C. Towns.
45. Haplophyllum monadelphum Afan.
46. Haplophyllum multicaule Vved.
47. Haplophyllum myrtifolium Boiss.
48. Haplophyllum obtusifolium (Ledeb.) Ledeb.
49. Haplophyllum patavinum (L.) G. Don
50. Haplophyllum pedicellatum Bunge ex Boiss.
51. Haplophyllum poorei C. C. Towns.
52. Haplophyllum popovii Korovin
53. Haplophyllum ptilostylum Spach
54. Haplophyllum pumiliforme Hub.-Mor. & Reese
55. Haplophyllum ramosissimum (Paulsen) Vved.
56. Haplophyllum rechingeri C. C. Towns.
57. Haplophyllum robustum Bunge
58. Haplophyllum rosmarinifolium (A. Juss. ex Pers.) G. Don
59. Haplophyllum rubrotinctum C. C. Towns.
60. Haplophyllum sahinii Tugay & Ulukuc
61. Haplophyllum sanguineum Thulin
62. Haplophyllum schelkovnikovii Grossh.
63. Haplophyllum stapfianum Hand.-Mazz.
64. Haplophyllum suaveolens (DC.) G. Don
65. Haplophyllum superpositum Kitam.
66. Haplophyllum telephioides Boiss.
67. Haplophyllum tenue Boiss.
68. Haplophyllum thesioides (Fisch. ex DC.) G. Don
69. Haplophyllum tragacanthoides Diels
70. Haplophyllum tuberculatum (Forssk.) Juss.
71. Haplophyllum versicolor Fisch. & C. A. Mey.
72. Haplophyllum villosum (M. Bieb.) G. Don
73. Haplophyllum vulcanicum Boiss. & Heldr.
74. Haplophyllum vvedenskyi Nevski